# Lunsar
Lunsar é uma cidade da Serra Leoa.